# Jerzy Nowak (actor)
Jerzy Nowak (n. 20 iunie 1923, Brzesko, voievodatul Polonia Mică, Polonia – d. 26 martie 2013, Varșovia, Polonia) a fost un actor polonez de film și teatru și profesor de teatru.

## Biografie
Tatăl său a fost Józef Nowak, primar din Bohorodczany în Voievodatul Stanisławów, iar în timpul războiului, șeful Biroului Districtual al Delegatului Guvernului la Cracovia.
În timpul celui de-Al Doilea Război Mondial, Nowak a luptat alături de partizanii polonezi. După cum și-a amintit vărul său mai tânăr, Jan Güntner⁠(d): „Jerzyk, sau Jerzy Nowak, se afla în structurile municipale ale Armiei Krajowa. Sarcinile sale includeau executarea pedepselor cu moartea. După război nu a dezvăluit acest lucru.”
În 1948, a absolvit Academia de Arte Dramatice Ludwik Solski din Cracovia. Ani mai târziu, ca actor la Teatrul Stary din Cracovia, a devenit lector al acestuia. A fost premiat de multe ori pentru interpretările sale remarcabile pe scenă.
A intrat în istoria teatrului polonez în primul rând cu rolul lui Hirsch Singer, în piesa Eu sunt evreul din Nunta (Ja jestem Żyd z Wesela), interpretată continuu din 1994, piesă după o povestire omonimă a lui Roman Brandstaetter din 1972. Cea de-a 600-a reprezentație a acestei piese a avut loc în octombrie 2011.

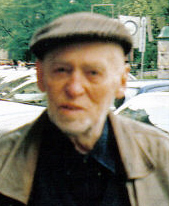
Jerzy Nowak

În cinematografie, a interpretat mai ales roluri secundare de evrei, în filme care au loc adesea în timpul celui de-Al Doilea Război Mondial, cum ar fi în Lista lui Schindler (în regia lui Steven Spielberg ) sau ca un „fermier bătrân” în Trei culori: Alb și ca Zucker, un finanțator evreu bogat, în filmul Pământul făgăduinței (în regia lui Andrzej Wajda).
În 2005, a decis să facă un film despre moarte, după ce ar fi aflat despre boala sa gravă. El și-a lăsat moștenire rămășițele Colegiului Medical al Universității Jagiellonă, unde urmau să fie preparate în formaldehidă. În 2007, documentarul Existența, regizat de Marcin Koszalka⁠(d)  tratează problema morții însăși. Filmul a atras un interes considerabil în mass-media, iar zvonurile despre boala actorului au fost infirmate.
În toamna anului 2009, Editura Austeria a lansat biografia lui Jerzy Nowak, Cartea Iubirii, scrisă în colaborare cu soția sa, care în februarie 2010 a primit premiul Cartea lunii din Cracovia.
Jerzy Nowak a decedat la 26 martie 2013, la vârsta de 89 de ani.

## Filmografie
- Podhale w ogniu⁠(d) (Sfârșitul lumii noastre, 1956) – Blockführer
- Zagubione uczucia (1957) - ajutor în magazin (nemenționat)
- Dezerter (1958) - Klein
- Submarinul Vulturul (1959) - Mate Sznuk
- Miejsce na ziemi (1960) - Doctor (nemenționat)
- Spotkania w mroku (1960) - Worker
- Rok pierwszy⁠(d) (1960) - Mlynarz
- Kwiecień (1961) - poștaș
- Koniec naszego świata (1964) - Blockfiihrer
- Nieznany⁠(d) (1964) - Camp Postman
- Pięciu⁠(d) (1964) - Alfred Buchta
- Lenin v Polshe (1966)
- Sobótki (1966)
- Îndrăgostiții din Marona (1966) - pescar (nemenționat)
- Jowita (1967) – un participant la bal îmbrăcat ca un pirat
- Sciana czarownic (1967) - Bartender
- Cu toată viteza înainte (1967) - Chief of Boat
- Stawka większa niż życie (Miza este mai mare decât viața, 1968)  – croitorul Marian Skowronek, în episodul „În numele Republicii” (10)
- Shchit i mech (1968)
- Copernic (1973) - participant la procesiunea călugărului Matei (nemenționat)
- Czarne chmury (1973) – hangiu, spion prusac
- Opowiesc w czerwieni (1974) - Gamekeeper
- Pământul făgăduinței (1975) - Zucker
- Czerwone i biale (1975) - Zyd
- Zofia (1976) - chelner într-o cameră unde a avut loc o crimă
- Ptaki, ptakom... (1977) - Barcik
- Amatorul (1979) - Stanisław Osuch, managerul lui Filip
- Sekret Enigmy⁠(d) (1979) - Alexander Cadogan
- Morții fac umbră (1979) - „Dziadek” („Bunicul”), partizan
- Szansa (1979) - Teacher Molda
- Placówka⁠(d) (1979) - Innkeeper Josef Szatzman
- Elegia (1979) - Old German
- The family Gąsieniców (1979, serial TV) - Szymek Polowacz
- Mission (1980, serial TV) - James Gutman
- Wsciekly (1980) - St. Okrzesik
- Zielone lata (1980)
- Na wlasna prosbe (1980) - Tomkowski
- Sowizdrzal Swietokrzyski (1980) - Florianek
- From a Far Country (1981) - Profesor
- Krab i Joanna (1982) - Grzegorz Zaruba
- Do góry nogami (1983)
- Oko proroka⁠(d) (1984) - Jost Fok
- A Year of the Quiet Sun (1984) - English Doctor
- Nie bylo slonca tej wiosny (1984) - Josek
- Zánik samoty Berhof (1984) - Florian
- Mgla (1985) - Grandfather
- Przeklete oko proroka (1985)
- Medium (1985) - Ernest Wagner
- Wherever You Are... (1988) - Officer-Interpreter
- La bottega dell'orefice⁠(d) (1988) - Profesor (nemenționat)
- And the Violins Stopped Playing⁠(d) (1988) - Prof. Epstein
- A Tale of Adam Mickiewicz's 'Forefathers' Eve'⁠(d) (1989) - Choir
- Alchemik (1989) - Prince Kiejstut
- Kapital, czyli jak zrobic pieniadze w Polsce (1990) - Serafin
- Szwadron (1992) - Lejba
- Lista lui Schindler (1993) - Investor #2
- Three Colors: White (1994) - the old farmer
- Legenda Tatr (1995) - Innkeeper
- Lagodna (1995) - Shopkeeper
- Gnoje (1995) - Old Man Hrycko
- Brother of Our God ( Our God's Brother) (1997) - Anthony
- Love Stories⁠(d) (1997) - Ankieter
- Egzekutor (1999) - Kozar
- Når nettene blir lange (2000) - Olek
- Quo Vadis (2001) - Christian Crispus
- Gebürtig⁠(d) (2002) - Zwei alte Juden
- Eukaliptus (2002) - Pancho
- Julia returns home (2002) - Mieczyslaw 'Mietek' Makowsky
- The Hexer⁠(d) (2002, Mini-Serial TV) - Vesemir
- The Revenge (2002) - Michal Kafar (bricklayer #1)
- Csoda Krakkóban (2004) - Grzegorz mester
- Scratch⁠(d) (2008) - Leon
- Children of Irena Sendler (2009, Film TV) - Elderey Rabbi
- Mistyfikacja (2010) - Askenazy
- Legenda o Lietajúcom Cypriánovi (2010) - Bernard
- Obława⁠(d) (2012) - Wiarus
- Sierpniowe niebo. 63 dni chwaly (2013) - Leonard (ultimul său rol de film)

## Premii și recunoașteri
- Crucea Partizanilor (1964)
- Crucea de Merit (1979)
- Medalia de aur Gloria Artis (2008)
- Insigna de aur „pentru servicii către Cracovia” (1977)
- Premiu la al 4-lea Festival național de teatru cu un singur actor de la Wrocław pentru monodrama Adevărata apărare a lui Socrate de Kostas Varnalis la Teatrul Stary din Cracovia (1969)
- Mențiune de onoare la cel de-al 26-lea Festival al Pieselor Contemporane Poloneze de la Wrocław pentru rolul Tatălui din piesa Bruno de Henryk Dederko, regia Jacek Andrucki (1987)
- Premiu la cea de-a 18-a Confruntare a Teatrului Opole din Opole pentru rolul unui evreu din Nunta lui Stanisław Wyspiański, regizat de Andrzej Wajda la Stary Teatr im. Helena Modrzejewska în Cracovia (1993)
- Marele premiu la cea de-a 30-a Revizuire Națională a Teatrelor de Formă Mică pentru rolul lui Hirsz Singer din piesa Sunt un evreu din „Nunta” după o povestire de Roman Brandstaetter, în regia lui Tadeusz Malak la Stary Teatr im. Helena Modrzejewska în Cracovia (1995)
- „Louis” – Premiul comunității teatrale din Cracovia pentru rolul principal din piesa Dl. Paweł, Dorst, Asociația Teatrală „Łźnia” (2001)
- Premiu la Festivalul de Comedie Talia din Tarnów pentru rolul din monodrama Alegerea femeilor bazată pe Na skalnym Podhalu de Kazimierz Przerwa-Tetmajer - de la Asociația „Moliere” din Cracovia (2004)
- Cartea lunii din Cracovia – premiul pentru cartea sa Cartea iubirii (2010)